# Champagne-au-Mont-d’Or

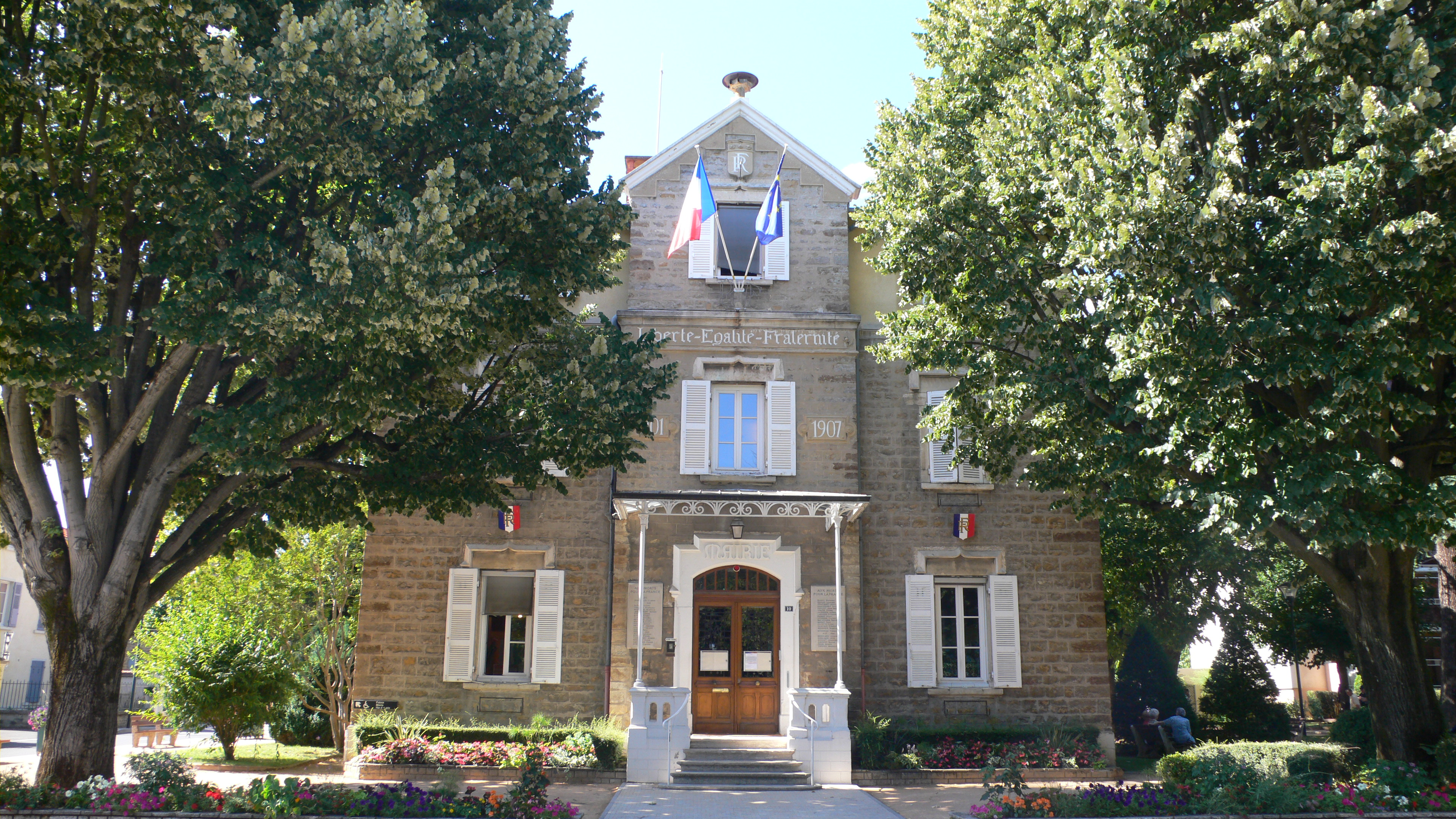
Ratusz w Champagne-au-Mont-d’Or, 2010

Champagne-au-Mont-d’Or – miejscowość i gmina we Francji, w regionie Owernia-Rodan-Alpy, w departamencie Rodan.
Według danych na rok 1990 gminę zamieszkiwały 4934 osoby, a gęstość zaludnienia wynosiła 1905 osób/km² (wśród 2880 gmin regionu Rodan-Alpy Champagne-au-Mont-d’Or plasuje się na 175. miejscu pod względem liczby ludności, natomiast pod względem powierzchni na miejscu 1670.).